# テーブル・イズ・ウェイティング
テーブル・イズ・ウェイティング(A Table is Waiting)は、東京ディズニーシーのドックサイドステージで開催されたミュージカルショーの名称。
2008年9月12日から同年10月31日に開催されたスペシャルイベント『ディズニー・ア・ラ・カルト』のスペシャルエンターテイメントの一つとして期間限定公演された。2011年4月28日から2017年3月17日まではレギュラーショーとして公演された。

## 2008年版
2008年9月12日から同年10月31日に開催されたスペシャルイベント『ディズニー・ア・ラ・カルト』のエンターテイメントの一つとして期間限定で開催された。
休演曜日の設定は無し。1日5回公演。

### 概要
ミッキーマウスたちが世界各国から持ち帰った、美味しい食べ物やお菓子が歌い踊るレビューショー。ホスト役をつとめるのは、おもてなしの達人ルミエールと友達のロウソクたち。
大きなダイニングテーブルに見立てたステージで、オードブル、メインディッシュ、デザートと料理の紹介が進められて行くが、ロウソクの1人がデザートにちょっかいを出したのが原因で、パイ投げパーティーになってしまう。
パーティーがめちゃめちゃになったと落ち込むルミエールを「僕もこんなに楽しいパーティーは初めてだよ！」とミッキーマウスが励まし、パーティーは再開する。
フィナーレでは、世界各国の美味しい食べ物やお菓子が勢揃いし、世界で最も素敵なフルコースを飾る。

### 料理
世界各国から持ち帰った料理は以下の通り。表記は、料理名（国） - 紹介するキャラクター
1. タコス （メキシコ）- チップとデール、ドナルドダック(トウガラシ）
2. カレー （インド） - デイジーダック
3. ハンバーガー （アメリカ） - プルート
4. 幕の内弁当 （日本） - グーフィー
5. デザート （フランス） -ミニーマウス、ミッキーマウス

### 楽曲
ショー中の使用楽曲
- 『TABLE IS WAITING』 （ショーのオリジナル楽曲）
- 『MY TACOS IS WONDERFUL』 （ショーのオリジナル楽曲）
- 『Hot Hot Hot』 （Arrow）
- 『スパイス・アップ・ユア・ライフ』 （スパイス・ガールズ）
- 『星条旗よ永遠なれ』 （ジョン・フィリップ・スーザ）
- 『ヤンキードゥードゥル』 （アメリカ民謡）
- 『ROCKIN' IN THE USA』 （キッス）
- 『ずいずいずっころばし』 （日本の童謡） ※歌詞はショーのオリジナル
- 『あぶくたった』 （日本の童謡） ※歌詞はショーのオリジナル
- 『優しきフランス (Douce France)』 （シャルル・トレネ）
- 『ひとりぼっちの晩餐会 (Be Our Guest)』 （『美女と野獣』より）

## 2011年版
東京ディズニーシー10周年アニバーサリーイベント『Be Magical!』の一環として、2011年4月23日よりレギュラーショーとして公演される予定であったが、東日本大震災の影響で、東京ディズニーシーが臨時休園となったため、運営再開となった2011年4月28日から開催された。2017年3月17日に公演を終了した。
運営再開後の1週間は1日3回公演。その後は1日4〜6回公演。休演曜日の設定は無い。
2008年版とは、出演者数（ダンサー、アクター）の増減、キャラクターを含む衣装や小道具の変更があるが、大筋は同じである。
ショー開演前BGM
ショー開演前にドックサイドステージのBGMはルロイ・アンダーソンの楽曲に切り替わる。
- Jazz Legato （「ジャズ・レガート」）
- Jazz Pizzicato （「ジャズ・ピチカート」）

### 10周年アニバーサリー版
2011年9月4日からの10周年アニバーサリーイベント『Be Magical!』に合わせ、ショー開始時のBGMが10周年アニバーサリーテーマソング「It'll be Magical!」（インストゥルメンタル版）になった。
また、ショー開始前、終了後に「It'll be Magical!」（日本語歌詞版）が会場内に流れる。

### 30周年アニバーサリー版
2013年4月からの東京ディズニーリゾート30周年“ザ・ハピネス・イヤー”イベントに合わせ、ショー開始前、終了後に30周年アニバーサリーテーマソング「Happiness Is Here」が会場内に流れる。

## テーブル・イズ・ウェイティング －クリスマス・キュイジーヌ
クリスマスのイベント「クリスマス・ウィッシュ」期間中に開催される。
- 2012年11月7日から同年12月25日
- 2013年11月7日から同年12月25日
- 2014年11月7日から同年12月25日
- 2015年11月9日から同年12月25日
- 2016年11月8日から同年12月25日

### 概要
冒頭のミッキーマウスのあいさつが「メリークリスマス！」となる。その後、料理とデザートの紹介までは、通常版と同様。
クリスマスのお祝いということで、ルミエールはブッシュ・ド・ノエル、キャンディケインといったクリスマスのお菓子を追加紹介。ミッキーマウスたちもクリスマスのスウィーツの衣装を着て再登場する。
みんなで「おもてなしの天才」とルミエールを讃えるが、お菓子ばかりが多く、肝心のクリスマス料理が無いことが発覚。自分のミスに落ち込むルミエールを「みんなで準備しましょう！」とミッキーマウスたちが励まし、テーブルの上に料理やクリスマスツリーが登場する。
2012年版と2013年版以降とでは、皆でクリスマス料理の準備を行う際の演出、楽曲が異なる。

### 楽曲
変更パートでの使用楽曲
- おめでとうクリスマス - 歌詞はまったく異なり、ルミエールをもてはやす内容。
- クリスマスがある限り - 『美女と野獣 ベルの素敵なプレゼント』より。2012年版以降では、ミッキーやロウソクたちによる歌唱。

### 関連商品
- CD 「東京ディズニーシー® クリスマス・ウィッシュ 2012」2012年11月21日 WALT DISNEY RECORDSより販売。差分のみではなく、ショー全編の音源が収録されている